# Klaxon EP
Klaxon EP è il primo EP della band romana Klaxon.

## Brani
1. The Kids Today
2. Prisoners
3. Religion
4. Senza Meta
5. Riot